# Christina Watches-Onfone/2012
Deze pagina geeft een overzicht van de Christina Watches-Onfone-wielerploeg in 2013. 

## Algemene gegevens
Algemeen manager: Claus Hembo
Ploegleiders: Bo Hamburger, Henrik Norskov Jensen, Søren Rasmussen
Fietsmerk: Colnago
Budget: niet bekend

## Renners
| Naam              | Geboortedatum | Nationaliteit | Ploeg 2011                        |
| ----------------- | ------------- | ------------- | --------------------------------- |
| Niki Byrgesen     | 21-07-1990    | Denemarken    | Concordia Forsikring-Riwal        |
| Daniel Foder Holm | 07-04-1983    | Denemarken    | Glud & Marstrand - LRØ Rådgivning |
| Thomas Frei       | 19-01-1985    | Zwitserland   | geschorst                         |
| Angelo Furlan     | 22-07-1977    | Italië        |                                   |
| Rasmus Guldhammer | 09-03-1989    | Denemarken    | Concordia Forsikring-Riwal        |
| Kenneth Hansen    | 07-10-1991    | Denemarken    | Neo                               |
| Rene Joergensen   | 26-07-1975    | Denemarken    |                                   |
| Alexander Kamp    | 14-12-1993    | Denemarken    | Neo                               |
| Martin Lind       | 09-07-1990    | Denemarken    |                                   |
| Martin Pedersen   | 15-04-1983    | Denemarken    |                                   |
| Michael Rasmussen | 01-06-1974    | Denemarken    |                                   |
| Michael Reihs     | 25-04-1979    | Denemarken    |                                   |
| Stefan Schumacher | 21-07-1981    | Duitsland     |                                   |
| Kristian Sobota   | 01-06-1988    | Denemarken    | Concordia Forsikring-Riwal        |
| Jimmi Sørensen    | 07-11-1990    | Denemarken    |                                   |
| Frederik Wilmann  | 17-07-1985    | Noorwegen     |                                   |

2011 · 2012 · 2013